# Square Albin-Cachot
Le square Albin-Cachot est une voie située dans le quartier Croulebarbe dans le 13e arrondissement de Paris.

## Historique
Ouverte en 1932 par la mutuelle La France Mutualiste, cette voie privée donne accès aux différents immeubles qui la bordent et qui furent construits pour l'occasion afin de faciliter l'hébergement des anciens combattants de la Première Guerre mondiale qui étaient les principaux bénéficiaires de la mutuelle. Elle doit son nom au fondateur de La France mutualiste : Albin Cachot (1865-?).

## Particularités liées au square
- Georges Charpak adolescent a vécu avec ses parents dans le square de 1936 à 1945[1].
- Plusieurs plans du film Belle de jour de Luis Buñuel ont été tournés dans le square Albin-Cachot[2], renommé pour l'occasion « cité Jean-de-Saumur » où est situé l'appartement de Mme Anaïs. Catherine Deneuve rentre au no 3 du square, numéroté 11 dans le film. L'appartement est situé au no 3, mais la cage d'escalier est située à un autre numéro. L'appartement utilisé était celui de l'assistant de Buñuel.
  - Clara Malraux a habité dans le square.
  - Alice Sapritch a habité sur le côté droit à l'entrée du square, elle y avait un atelier de couture.
- La famille Séchan (le chanteur Renaud) a aussi habité le square sur la droite à la deuxième fontaine.

## Accès
Le square Albin-Cachot est desservi à proximité par la ligne de métro 6 à la station Glacière.